# Билич, Габриэль Лазаревич
Габриэль Лазаревич Билич (1935, Бельцы, Бессарабия, Румыния — 7 апреля 2021, Москва, Россия) — советский и российский учёный-медик, физиолог и фармаколог. Доктор медицинских наук (1971), профессор (1974).
Академик Российской академий естественных наук, вице-президент Национальной академии ювенологии, академик Международной академии наук, директор Северо-Западного филиала Восточно-Европейского института психоанализа.

## Биография
Родился в Бельцах в семье врача Цудика Давидовича Билича и учительницы Рузи Львовны Билич, выпускников Пражского университета. В годы Великой Отечественной войны — в эвакуации в Таш-Кумыре, где окончил 5 классов средней школы. В 1945 году семье поселилась в Черновцах, где Габриэль Билич продолжил обучение в еврейской средней школе № 18 (с обучением на идише) до её закрытия в 1948 году. После окончания Черновицкого медицинского института в 1958 году был по распределению направлен в Караганду, до 1973 года был заведующим детским хирургическим отделением, главным хирургом города. Диссертацию на звание кандидата медицинских наук по теме «Комбинированный наркоз закисью азота с гексеналом у детей» защитил в 1964 году под руководством М. В. Волкова, докторскую диссертацию по теме «Стимуляция регенераторных процессов при некоторых хирургических заболеваниях у детей» — в НИИ педиатрии АМН СССР в 1971 году.
В 1974 году был назначен первым заведующим кафедры биохимии и физиологии Марийского государственного университета (там же заведовал лабораторией фармакологической регуляции восстановительных процессов). Руководил кафедрой до 1987 года. В 1989 году организовал и возглавил кафедру клеточной биологии, морфологии и микробиологии Чечено-Ингушского государственного университета (руководил кафедрой до 1993 года). В 1993—1999 годах — первый заведующий кафедрой морфологии человека Новгородского государственного университета. Одновременно, в 1993 году организовал медицинский факультет при Новгородском государственном университете и был назначен его деканом; после выделения в 1995 году медицинского факультета в отдельный Новгородский институт медицинского образования стал его первым ректором. В 1996 году помимо факультета лечебного дела в институте были открыты стоматологический и фармацевтический факультеты. Директор Северо-Западного филиала Восточно-Европейского института психоанализа (Великий Новгород).
Автор научных трудов по фармакологии восстановительных процессов, различным вопросам физиологии и патофизиологии, консервативной терапии ожогов и выпадения прямой кишки у детей, многократно переиздававшихся атласов нормальной анатомии человека (в 3-х томах) и биологии (в 4-х томах), учебных пособий по биологии и морфологии, двухтомного Большого толкового медицинского словаря, справочника по сексологии, а также популярных изданий по различным аспектам медицины.
Скончался 7 апреля 2021 года в Москве.

## Семья
Сыновья — кандидат медицинских наук Александр Габриэльевич Билич (род. 1972), кардиолог; Олег Габриэлевич Билич (род. 1978), предприниматель, директор по развитию холдинга «Фабрики мебели „8 Марта“».